# Інститут медичної радіології імені С. П. Григор'єва
ДУ Інститут медичної радіології та онкології ім. С. П. Григор’єва Національної академії медичних наук України — головна в Україні наукова установа у галузі радіології, дозиметрії та метрології іонізувального випромінення.

## Історія
У 1920 році постановою Раднаркому УРСР у Харкові була заснована Всеукраїнська рентгенівська академія. З 1921 р. в ній функціонували рентгенодіагностичне, рентгенотерапевтичне та фізичне  відділення, науково-пропедевтичний і рентгенкабінети, та стаціонар з хіміко-бактеріологічною лабораторією. Вивчалися проблеми клінічної та експериментальної рентгенології, радіології й онкології. У 1925 році академія була перейменована на Український рентгено-радіологічний інститут, а в 1955 році реорганізована в Харківський науково-дослідний інститут медичної радіології. З 2000 року установа підпорядковується Національній академії медичних наук України. Того ж року вона була перейменована на Інститут медичної радіології. З 1995 року Інститут носить ім'я його засновника – С. П. Григор'єва.

## Діяльність

### Напрямки наукової діяльності
- розробка технологій променевої діагностики та променевої терапії;
- розробка методів профілактики, діагностики та лікування радіаційних ушкоджень, а також удосконалення дозиметричного супроводу променевої терапії;
- оптимізація променевого навантаження на населення від радіаційних медичних процедур;
- метрологічне забезпечення в галузі медичного використання джерел іонізувального випромінювання;
- прогноз розвитку наукових досліджень у галузі медичної радіології на підставі вивчення інформаційних ресурсів.

### Медична діяльність
Клінічна база Інституту налічує 220 стаціонарних ліжок та 30 стаціонару денного перебування, що дозволяє лікувати щорічно близько 4000 хворих на рак грудної, щитоподібної, передміхурової залоз, легень, жіночої статевої сфери, травного тракту, а також хворих на поліцитемію. Крім надання спеціалізованої медичної допомоги, в клінічних підрозділах проводиться апробація нових методів променевої діагностики та лікування, апробація фармпрепаратів, медичної техніки. У поліклінічному відділенні щороку отримують висококваліфіковану допомогу близько 25 тис. хворих. На базі клініки з 1957 року працює Державна диспансерна комісія з нагляду за особами, які працюють у сфері дії іонізувального випромінення.

### Освітня діяльність
На базі Інституту проводиться підготовка кадрів вищої кваліфікації (докторів та кандидатів наук) за спеціальностями «променева діагностика, променева терапія», «онкологія» та «радіобіологія». Працює ординатура, яка готує лікарів за спеціальностями «радіологія». На курсах інформації та стажування для лікарів, інженерів-радіологів, лаборантів, техніків-дозиметристів проводяться навчання з окремих питань радіонуклідної, рентгенівської і ультразвукової діагностики; променевої терапії, терапії променевої патології, хіміотерапії, метрології іонізувального випромінення, радіаційної гігієни. На базі установи діють дві кафедри Харківського національного медичного університету — радіології і онкології.
У 1993 році Інститут заснував перший в Україні «Український радіологічний журнал», у якому висвітлюються сучасні проблеми з усіх розділів радіології. У 1999 році засновано Українське товариство радіаційних онкологів (УТРО). На базі Інституту працює проблемна комісія «Медична радіологія» МОЗ та АМН України, в задачі якої входить координація наукових робіт у царині діагностичної та терапевтичної радіології.
В Інституті працюють 12 докторів наук, з них 8 професорів і 1 член-кореспондент АМНУ, та 42 кандидати наук, а також лауреат Державної премії в галузі науки і техніки та Заслужений діяч науки і техніки України. Два науковці інституту є членами EANM (Європейської асоціації ядерної медицини), 11 — членами ESTRO (Європейського товариства терапевтичної радіології та онкології) і 1 — членом RSNA (Північно-Американського товариства радіологів).

Основні здобутки
Інститутом були розроблені нові медичні технології, які захищені 48 патентами України. У закордонних і вітчизняних наукових виданнях надруковано понад 500 публікацій співробітників установи. Розроблено технології: променевої діагностики та променевої терапії (34 патенти України), профілактики, діагностики та лікування радіаційних ушкоджень (12 патентів), біодозиметрії (2 патенти).

## Керівники інституту
- Сергій Григор'єв (1920)
- Юрій Тесленко-Приходько (1920–1922)
- Л. В. Орлов (1922–1923)
- Г. О. Хармандарьян (1923–1937)
- Іван Міщенко (1937–1938)
- А. С. Золотарьов (1938–1941)
- Б. М. Варшавський (1942–1944)
- Євген Базлов (1944–1958)
- В. І. Шантир (1958–1981)
- Юліан Кіношенко (1981–1986)
- Микола Пилипенко (1987-2013 рр.)
- Микола Красносельський (з 2013 р.)